# Sømålsmissil
Sømålsmissiler er missiler der er beregnet til at nedkæmpe skibe. De fleste sømålsmissiler nærmer sig målet i lav højde (sea skimming) og anvender en kombination af inertinavigation og målsøgning med radar eller sommetider IR. Missilerne kan affyres fra flere forskellige platforme såsom overfladefartøjer, ubåde, fastvingefly, helikoptere og missilbatterier på landjorden.

## Historie
Sømålsmissiler var en af de første missiltyper med kort rækkevidde under 2. verdenskrig. Nazi-Tyskland anvendte med succes den radiostyrede bombe Fritz X mod allierede skibe og sænkede og beskadigede flere krigsskibe, førend de Allierede fandt på modforanstaltninger (primært støjsendere mod radiostyringen).
Under den kolde krig kom Sovjetunionen frem til, at de var NATO underlegne, når det gjaldt overfladefartøjer, især hangarskibe. De satsede derfor på en maritim strategi, som gik ud på at hindre modstanderen i at anvende havet. Ubåde, søminer og sømålsmissiler var vigtige forudsætninger for denne strategi. Et af de første resultater af denne nye målsætning var missilet SS-N-2 Styx. Flere sømålsmissiler kom frem i de følgende år, blandt andet AS-1 Kennel som blev båret af bombeflyene Tupolev Tu-95 Bear og Tu-16 Badger.
Efter 2. verdenskrig blev sømålsmissiler første gang anvendt i kamp i 1967, hvor egyptiske missilbåde sænkede den israelske destroyer Eilat udenfor Sinai-halvøen.
Slaget ved Latakia i 1973 var den første kamp mellem fartøjer bevæbnet med sømålsmissiler. I slaget sænkede Israels flåde de syriske fartøjer uden egne tab, takket være elektronisk krigsførelse.
Sømålsmissiler blev anvendt i Falklandskrigen, 1982. Den britiske destroyer HMS Sheffield blev ramt af et Exocet-missil og sank. Containerskibet Atlantic Conveyor blev også sænket af Exocet, mens destroyeren HMS Glamorgan blev beskadiget. HMS Glamorgan blev ramt af en Exocet som blev affyret fra en improviseret rampe som blev taget fra fregatten ARA Comodoro Seguí og monteret på en trailer. Det lykkedes for HMS Glamorgan at foretage en undvigemanøvre, for at mindske skaderne.